# Клімонтув (гміна)
Гміна Клімонтув (пол. Gmina Klimontów) — місько-сільська гміна у східній Польщі. Належить до Сандомирського повіту Свентокшиського воєводства.
Станом на 31 грудня 2011 у гміні проживало 8541 особа.

## Територія
Згідно з даними за 2007 рік площа гміни становила 99.24 км², у тому числі:
- орні землі: 84.00 %
- ліси: 9.00 %

Таким чином, площа гміни становить 14.68 % площі повіту.

## Населення
Станом на 31 грудня 2011:
| Опис     | Загалом | Загалом | Чоловіки | Чоловіки | Жінки | Жінки |
| -------- | ------- | ------- | -------- | -------- | ----- | ----- |
| одиниця  | осіб    | %       | осіб     | %        | осіб  | %     |
| все      | 8541    | 100     | 4295     | 50.29    | 4246  | 49.71 |
| міське   | 0       | 100     | 0        |          | 0     |       |
| сільське | 8541    | 100     | 4295     | 50.29    | 4246  | 49.71 |

## Сусідні гміни
Гміна Клімонтув межує з такими гмінами: Боґорія, Іваніська, Копшивниця, Ліпник, Лонюв, Образув, Самбожець, Сташув.